# جيرهارد فيشر (ممرض)
جيرهارد فيشر (بالألمانية: Gerhard Fischer)‏ (و. 1921 – 2006 م) هو ممرض، ودبلوماسي ألماني، توفي في كوبنهاغن، عن عمر يناهز 85 عاماً.

## مناصب
تولى منصب سفير ألمانيا لدى سويسرا (1981–1985)
- سفير ألمانيا لدى هولندا (1980–1983)
- سفير ألمانيا لدى أيرلندا (1977–1980)
- سفير ألمانيا لدى ماليزيا (1970–1974)
- سفير

.

## التعليم
تعلم في جامعة لودفيغ ماكسيميليان في ميونخ، وتعلم في جامعة بكين
.

## جوائز
حصل على جوائز منها:
- جائزة غاندي للسلام (1997)
- نيشان صليب قائد فرسان من رتبة استحقاق جمهورية ألمانيا الاتحادية

## روابط خارجية
- جيرهارد فيشر على موقع مونزينجر (الألمانية)